# 소창
소창(蘇昌, ? ~ ?)은 전한 중기의 관료이다.

## 행적
무제 때, 공손용(公孫勇)과 호천(胡倩)이 무제의 사자를 사칭하여 반란을 일으키려 하였다. 공손용 등은 기병 수십 기를 대동하고는 도적을 잡는다는 핑계를 대며 진류의 전사(傳舍)에 머물렀는데, 회양태수 전광명은 이들의 행각을 알아차리고 바로 체포에 나섰다. 이때 어현(圉縣)의 위사(尉史)였던 소창은 위불해·강덕과 함께 이들을 모두 잡아들였고, 공적을 인정받아 포후(蒲侯)에 봉해졌다.
원봉 4년(기원전 77년), 태상에 임명되었다.
지절 4년(기원전 66년), 곽산에게 몰래 서신을 준 죄로 면직되었다.
원강 4년(기원전 62년), 다시 태상이 되었으나 4년 후 병으로 면직되었다.
감로 원년(기원전 53년), 다시 태상이 되었으나 2년 후 병으로 면직되었다.

## 출전
- 반고, 《한서》 권17 경무소선원성공신표·권19하 백관공경표 下·권90 혹리전